# 特需景氣
特需景氣（日语：特需景気，とくじゅけいき）是指因社會現象或其他特殊因素帶動經濟繁榮的現象，通常集中在特定地區，並使其經濟迅速活性化。簡稱為特需（日语：特需, とくじゅ）。  
這一詞彙描述了一種由外部需求（如戰爭、災害或社會流行）激增所引起的短期經濟繁榮。例如，某地發生重大事件後，相關物資的市場需求急劇增加，進而帶動整體經濟的成長。

## 概述
特需景氣是因某地區發生的社會現象或事件引發的需求增加，使相關物品的市場價值上升，進而帶來經濟繁榮。然而，一般被稱作特需景氣的過去現象中，不僅僅是由特定事件直接引起的，有時還包含其他相關因素導致的經濟上升。
以特需為例，即使對其他地區造成重大經濟損失的戰爭，對軍需產業而言卻是「產品得以被使用的良機」。此外，不僅是直接與戰爭相關的武器生產，軍事活動所需的鋼鐵、能源、食品、紡織品等產業需求增加，國家預算因此注入這些領域，為相關企業帶來收益。例如，在第二次世界大戰前後，因世界經濟大蕭條導致低迷的經濟界對軍需景氣抱有期待。

## 特需景氣的問題
無論是特需景氣還是軍需景氣，多數情況下僅是短暫的經濟繁榮。如果在特需期間，企業未能在收支或設備投資上採取穩健的策略，或未能充分培育相關產業，則特需結束後可能會迅速衰退，並進一步引發社會混亂。尤其當企業僅專注於盲目擴大生產，忽略長遠規劃，特需消退後，過剩的生產設備可能導致整個產業陷入困境。
此外，由於特需景氣通常需求急劇增加，勞工招聘及產業體系的完善往往無法及時跟上，勞工因此容易承受壓力。急速增產可能使勞工工作時間激增，或不得不使用老舊且危險的設備，導致安全保障被延後處理。這些問題甚至會波及社會整體，在發展中國家，可能加劇如童工泛濫等社會問題。

## 社會現象與特需

### 戰爭與特需

#### 朝鲜战争
朝鲜战争期間，聯合國軍最高司令部以日本為中繼基地，美軍在日本大量採購物資並投入大量美元，為日本帶來巨大經濟收益，稱之為「朝鮮特需」。
這一特需幫助了背負大量戰爭債務的日本經濟迅速恢復，並成為高度經濟成長的起點。然而，特需真正的受益者主要是財界，利益尚未惠及勞工。當時日本國民每日攝取的熱量，即便在特需期間，增長仍不顯著。
此外，當時日本需以「戰後處理費」名義承擔巨額佔領軍經費。截至1952年，佔領總經費據說達47億美元，相當於朝鲜战争特需的銷售額。日本政府事實上代替美軍支付了這筆資金。

#### 越南戰爭
參與越南戰爭的韓國，因美國提供的巨額援助及美國市場對韓國產品的開放，實現了顯著的經濟增長。

## 大事件與特需
重大事件發生後，相關企業可能因連鎖效應而收益增加。例如：
- 美國九一一恐怖襲擊：儘管保險公司因賠付蒙受損失，卻因保險需求激增最終獲利。[2]
- 新冠疫情：製藥公司因疫苗及醫療用品需求上升而增加收益。[3]

## 流行與特需

### 日本
- 椰果（ナタ・デ・ココ）與哈瓦那辣椒（ハバネロ）：一度在日本大流行，使其產地經濟繁榮。然而，隨著流行迅速結束，部分依賴此流行的業者不得不面臨破產風險。
- 禽流感：抗病毒藥物如「達菲（タミフル）」的需求激增，甚至出現供應短缺的情況。
- 數位轉型：類比廣播停止前，薄型電視和數位接收器需求大幅上升。